# Kim Hyung-il
Kim Hyung-il (김형일?, 金亨鎰?; 27 aprile 1984) è un allenatore di calcio ed ex calciatore sudcoreano, di ruolo difensore.

## Palmarès

### Club

#### Competizioni nazionali
- K League: 2

Pohang Steelers: 2013
Jeonbuk Hyundai: 2015
- Coppa di Corea: 2

Pohang Steelers: 2009, 2013
- Campionato cinese: 1

Guangzhou Evergrande: 2017
- Supercoppa di Cina: 1

Guangzhou Evergrande: 2017

#### Competizioni internazionali
- AFC Champions League: 2

Pohang Steelers: 2009
Jeonbuk Hyundai: 2016